# Verwaltungskreis Seeland
Der Verwaltungskreis Seeland im Kanton Bern wurde auf den 1. Januar 2010 gegründet. Er gehört zur Verwaltungsregion Seeland und umfasst 42 Gemeinden auf 337,10 km² mit zusammen 78'244 Einwohnern (Stand: 31. Dezember 2022).
Das Regierungsstatthalteramt Seeland hat seinen Sitz im Amthaus in Aarberg.
Das für den Verwaltungskreis Seeland zuständige erstinstanzliche Gericht in Zivil- und Strafsachen ist das Regionalgericht Berner Jura-Seeland mit Sitz in Biel.

## Geschichte

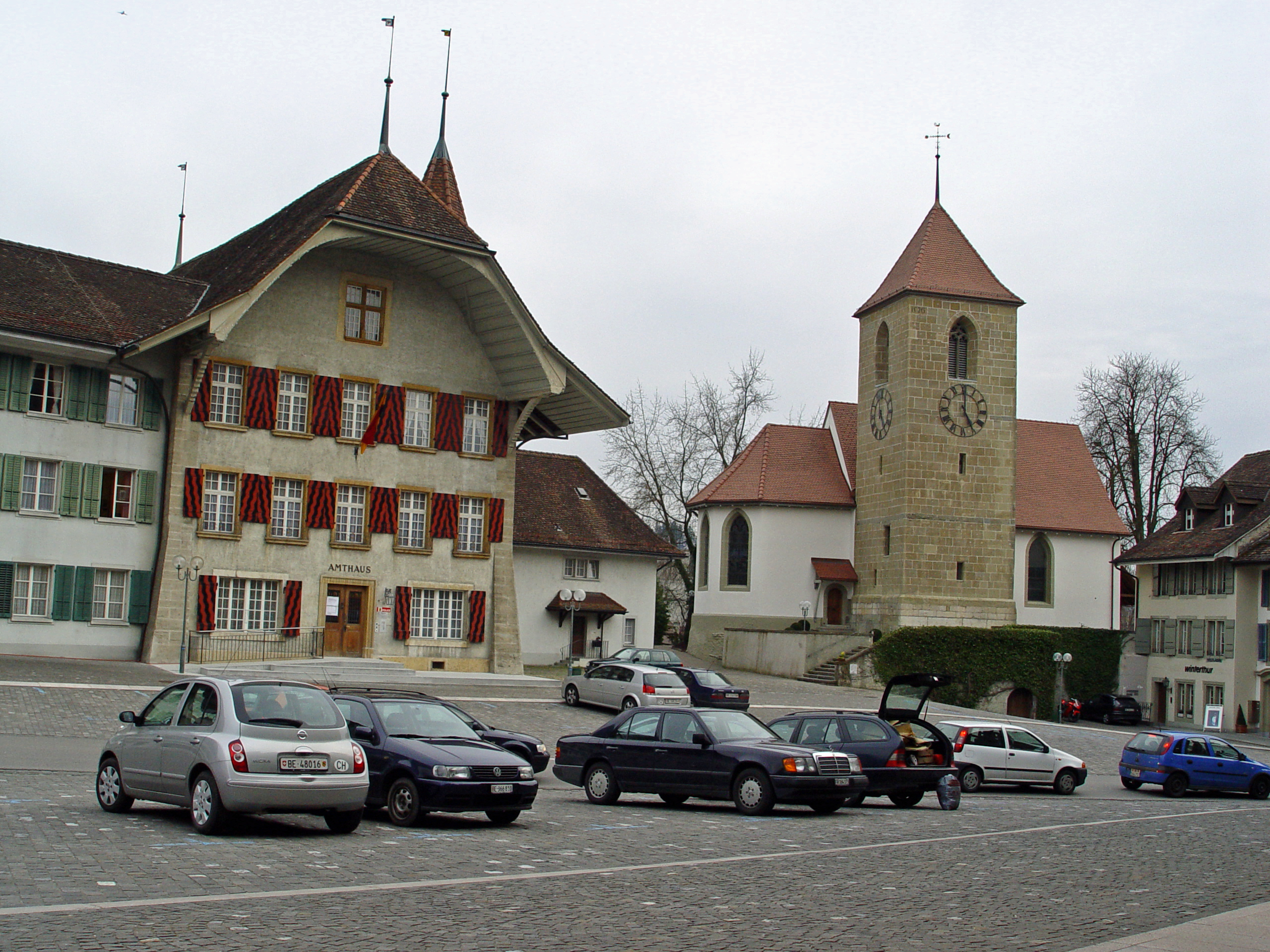
Aarberg, Hauptort des Verwaltungskreises Seeland

Im Zuge der bernischen Verwaltungsreform, durch welche aus den 26 Amtsbezirken zehn Verwaltungskreise geschaffen wurden, entstand der Verwaltungskreis Seeland per 1. Januar 2010.
Der Verwaltungskreis Seeland wurde aus den Gemeinden der Amtsbezirke Aarberg (ohne Meikirch), Büren (ohne Lengnau, Meinisberg und Pieterlen) und Erlach sowie aus einigen Gemeinden der Amtsbezirke Nidau (Bühl, Epsach, Hagneck, Hermrigen, Jens, Merzligen, Studen (BE), Täuffelen, Walperswil und Worben) und Fraubrunnen (Bangerten und Ruppoldsried) gebildet.

## Regierungsstatthalter
- 2010–2016: Gerhard Burri (SVP)
- seit 2016: Franziska Steck (SVP)

## Gemeinden
| Wappen              | Name der Gemeinde   | Einwohner (31. Dezember 2023) | Fläche in km² | Einwohner pro km² |
| ------------------- | ------------------- | ----------------------------- | ------------- | ----------------- |
| Aarberg             | Aarberg             | 4'648                         | 7,93          | 586               |
| Arch                | Arch                | 1'714                         | 6,38          | 269               |
| Bargen              | Bargen (BE)         | 1'100                         | 7,86          | 140               |
| Brüttelen           | Brüttelen           | 609                           | 6,61          | 92                |
| Büetigen            | Büetigen            | 933                           | 3,61          | 258               |
| Bühl                | Bühl                | 489                           | 2,97          | 165               |
| Büren an der Aare   | Büren an der Aare   | 3'758                         | 12,60         | 298               |
| Diessbach bei Büren | Diessbach bei Büren | 1'046                         | 6,33          | 165               |
| Dotzigen            | Dotzigen            | 1'573                         | 4,23          | 372               |
| Epsach              | Epsach              | 337                           | 3,41          | 99                |
| Erlach              | Erlach              | 1'389                         | 3,55          | 391               |
| Finsterhennen       | Finsterhennen       | 564                           | 3,57          | 158               |
| Gals                | Gals                | 838                           | 7,85          | 107               |
| Gampelen            | Gampelen            | 1'013                         | 10,84         | 93                |
| Grossaffoltern      | Grossaffoltern      | 3'077                         | 15,08         | 204               |
| Hagneck             | Hagneck             | 426                           | 1,84          | 232               |
| Hermrigen           | Hermrigen           | 318                           | 3,42          | 93                |
| Ins                 | Ins                 | 3'723                         | 23,87         | 156               |
| Jens                | Jens                | 664                           | 4,58          | 145               |
| Kallnach            | Kallnach            | 2'239                         | 17,98         | 125               |
| Kappelen            | Kappelen            | 1'404                         | 10,97         | 128               |
| Leuzigen            | Leuzigen            | 1'353                         | 10,28         | 132               |
| Lüscherz            | Lüscherz            | 572                           | 5,42          | 106               |
| Lyss                | Lyss                | 16'406                        | 14,83         | 1'106             |
| Meienried           | Meienried           | 57                            | 0,65          | 88                |
| Merzligen           | Merzligen           | 402                           | 2,30          | 175               |
| Müntschemier        | Müntschemier        | 1'624                         | 4,87          | 333               |
| Oberwil bei Büren   | Oberwil bei Büren   | 912                           | 6,74          | 135               |
| Radelfingen         | Radelfingen         | 1'282                         | 14,71         | 87                |
| Rapperswil          | Rapperswil (BE)     | 2'712                         | 22,58         | 120               |
| Rüti bei Büren      | Rüti bei Büren      | 879                           | 6,50          | 135               |
| Schüpfen            | Schüpfen            | 3'766                         | 19,84         | 190               |
| Seedorf             | Seedorf (BE)        | 3'183                         | 20,87         | 153               |
| Siselen             | Siselen             | 626                           | 5,51          | 114               |
| Studen              | Studen (BE)         | 3'510                         | 2,73          | 1'286             |
| Täuffelen           | Täuffelen           | 3'059                         | 4,40          | 695               |
| Treiten             | Treiten             | 429                           | 4,74          | 91                |
| Tschugg             | Tschugg             | 492                           | 3,29          | 150               |
| Vinelz              | Vinelz              | 907                           | 4,56          | 199               |
| Walperswil          | Walperswil          | 1'039                         | 6,96          | 149               |
| Wengi               | Wengi               | 640                           | 7,08          | 90                |
| Worben              | Worben              | 2'532                         | 2,76          | 917               |
| Total (42)          | Total (42)          | 78'244                        | 337,10        | 232               |

Die Gemeinden stammen aus den bisherigen Amtsbezirken
- Aarberg (11)
- Büren (11)
- Erlach (12)
- Fraubrunnen (2)
- Nidau (10)

## Veränderungen im Gemeindebestand seit 2010

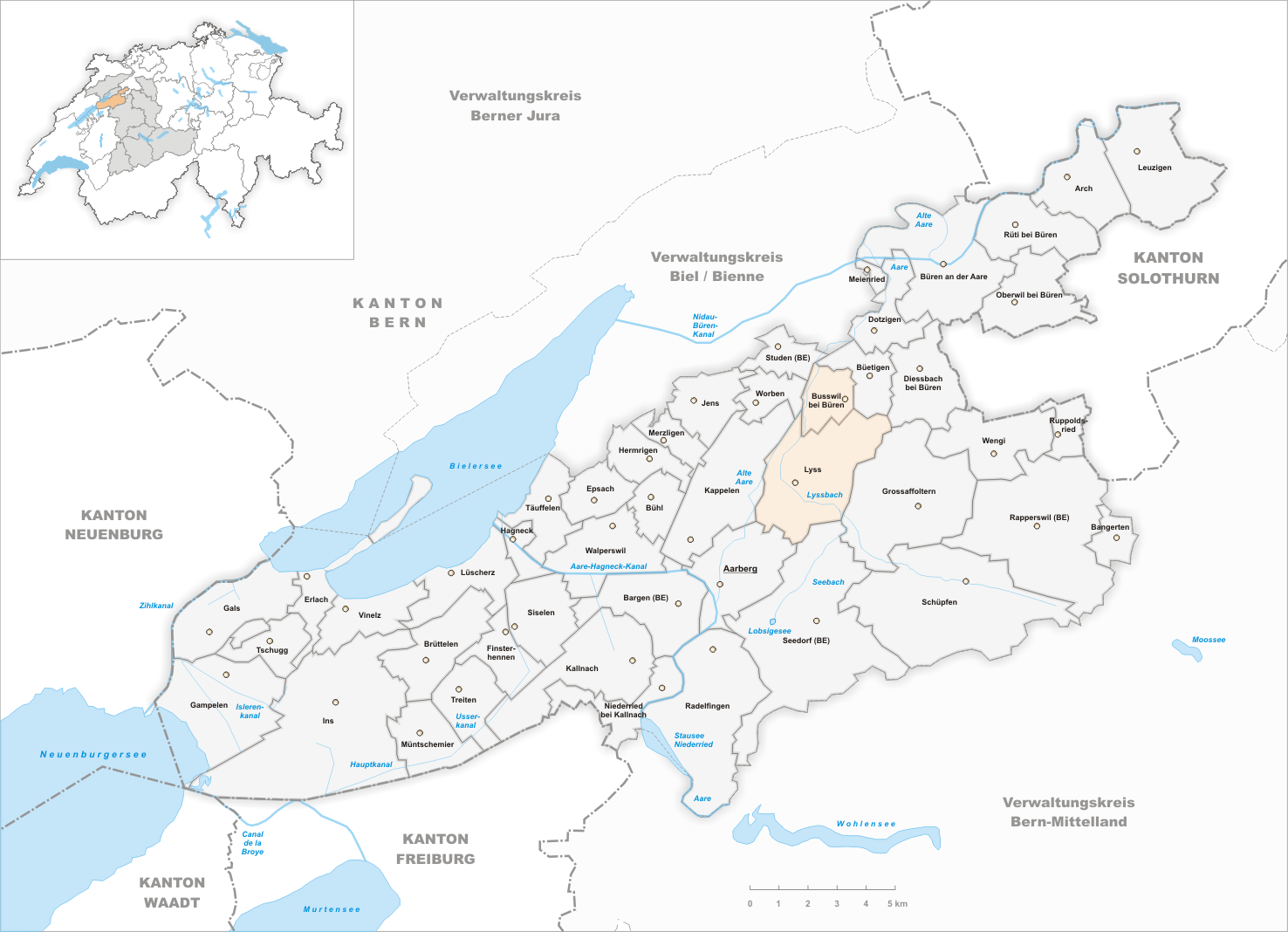
Gemeinden bis 2010
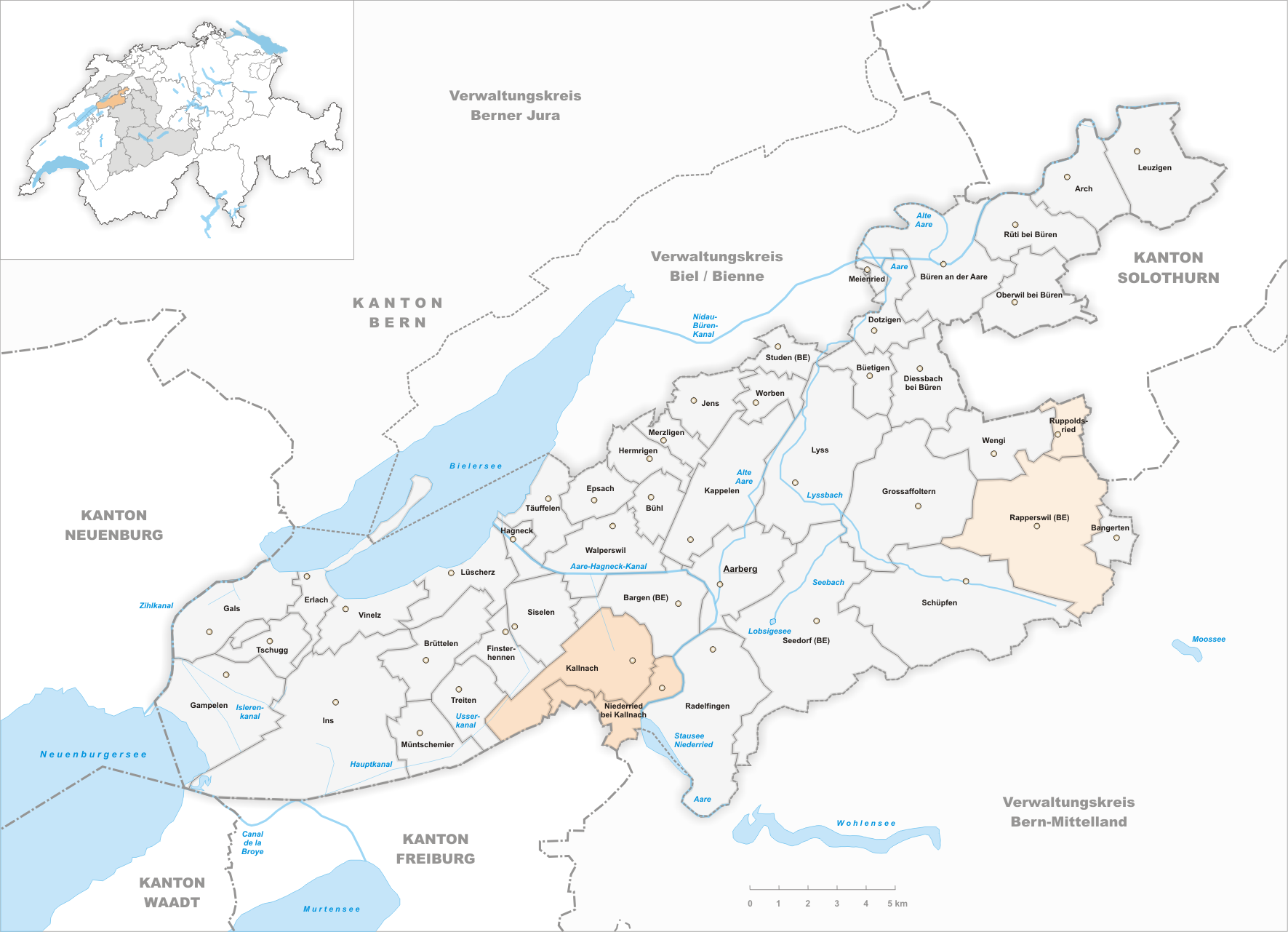
Gemeinden bis 2012
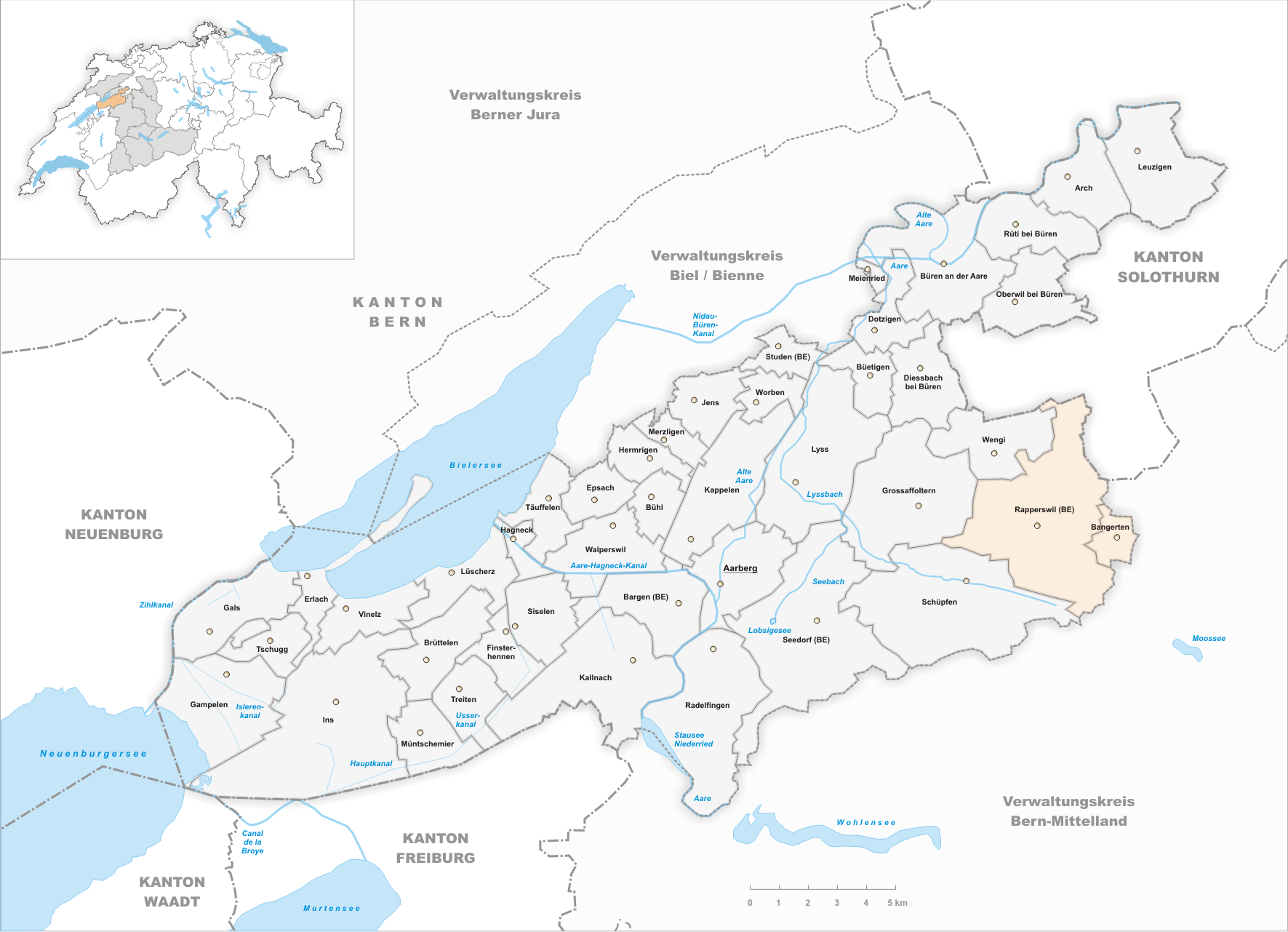
Gemeinden bis 2015
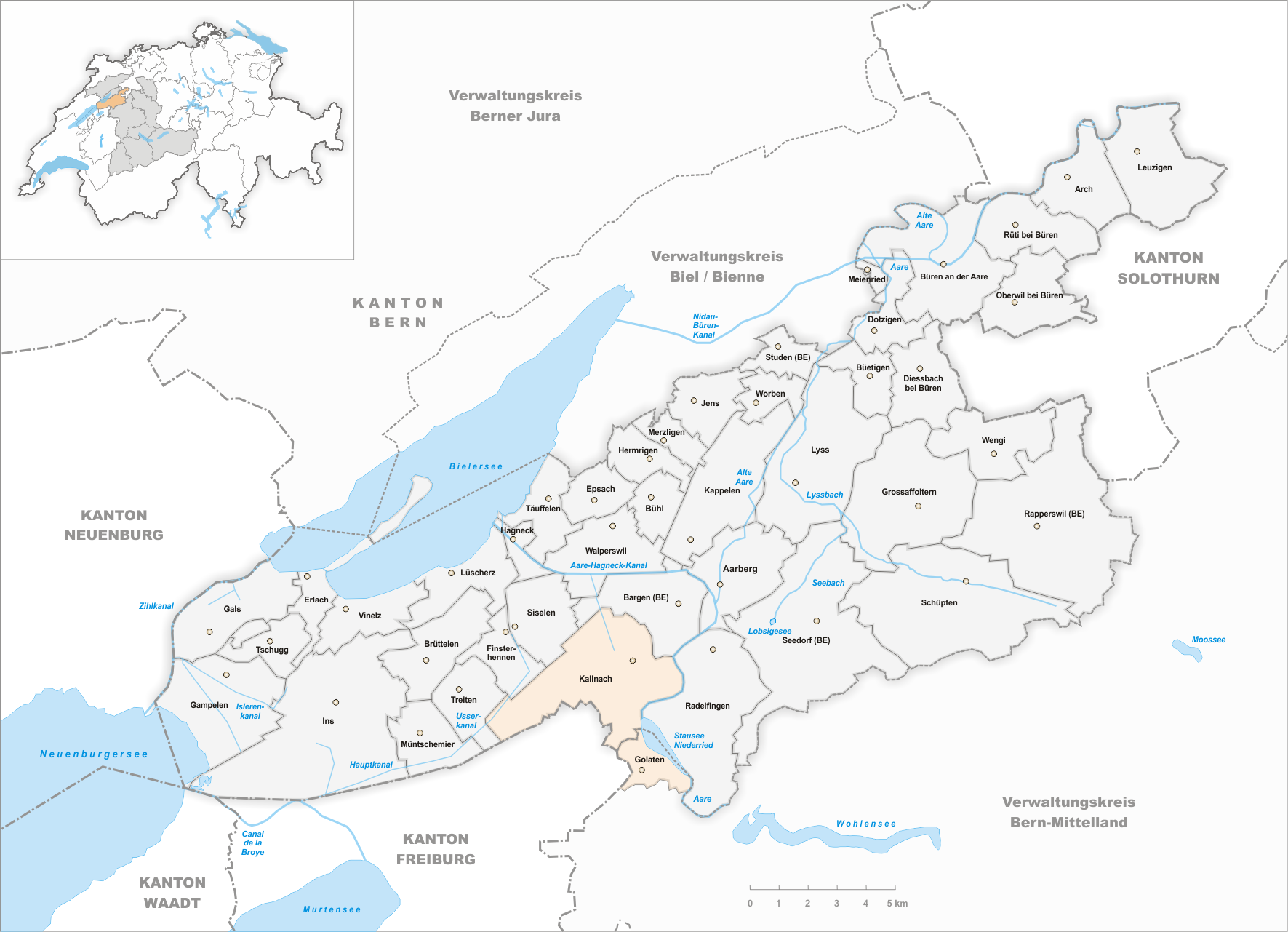
Gemeinden bis 2018

Fusionen
- 2011: Busswil bei Büren und Lyss  →  Lyss
- 2013: Niederried bei Kallnach und Kallnach  →  Kallnach
- 2013: Ruppoldsried und Rapperswil  →  Rapperswil
- 2016: Bangerten und Rapperswil  →  Rapperswil
- 2019: Golaten (Verwaltungskreis Bern-Mittelland) und Kallnach  →  Kallnach